# Simulador Turismo Carretera
El Simulador Turismo Carretera es un simulador de carreras desarrollado por la compañía argentina de videojuegos BundleGames, basado en las competiciones automovilísticas argentinas de Turismo Carretera. El jugador toma el rol de un piloto automovilístico de Turismo Carretera a elección del usuario. Los pilotos y circuitos están basados en sus contrapartes reales desde la temporada 2006 hasta la actualidad, abarcando una amplia gama de pistas, corredores y automóviles. Con motivo de los festejos por el 70º aniversario del Turismo Carretera, la Asociación de Corredores de Turismo Carretera (ACTC) ha decidido acercarse aún más al público creando un simulador para computadoras que permite competir en todos los circuitos del país a bordo del auto que el jugador elija. El producto está dirigido a todas las edades. Fue pensado para amantes del automovilismo pero que nunca tuvieron la oportunidad de subirse a un vehículo de competición. El videojuego cuenta con dos modalidades principales: arcade y simulación, con variantes que ajustan en menor o mayor medida el grado de realismo.

## Características
- 60 automóviles en pista
- 12 circuitos
- Fines de semana completos: incluye las sesiones de prueba, clasificación y carrera
- Campeonatos por puntos
- Multijugador LAN y en línea.
- Niveles de dificultad personalizables
- Niveles de agresividad de los rivales
- Setups y adquisición de datos
- Estrategias de carrera y boxes
- Variación dinámica de temperaturas, roturas y desgastes
- Sistema de repeticiones, grabación de carreras y estudio de televisión

## Simulación
El videojuego recrea la competición de Turismo Carretera en gran parte de sus aspectos. Los vehículos de Turismo Carretera (Ford, Chevrolet, Dodge y Torino), están bien recreados y modelados. Los habitáculos o cockpits están trabajados al detalle también.

## Actualizaciones
El juego se caracteriza por recibir anualmente actualizaciones de contenido gratuitas que se descargan de su sitio oficial. Hacia 2023, el videojuego cuenta con 18 temporadas de Turismo Carretera. Incluye además nuevos escenarios y categorías extra que funcionan sobre la plataforma.

## Requerimientos
A día de hoy los requerimientos son relativamente fáciles de adquirir dada la edad del software.

### Requerimientos mínimos
- Procesador Intel o AMD de 1.4 Ghz
- Windows 98 SE, ME, 2000, XP, XP 64-bit, Vista
- 512 MB RAM
- Placa de video con 128MB y soporte a DirectX 8
- DirectX 9.0c
- 2.0 GB de espacio en disco rígido para su instalación
- Conexión a internet para la activación del producto
- Unidad de DVD para su versión

### Requerimientos Ideales
- Procesadores Intel C2D o AMD X2
- Windows XP
- 2048 MB RAM
- Placa de video de 256MB y compatible con DirectX 9
- DirectX 9.0c
- 2.0 GB de espacio en disco rígido para su instalación
- Conexión a internet para la activación del producto
- Unidad de DVD para su versión

- Datos: Q6128854